# 中村知大
中村 知大（なかむら ともひろ）は、日本の空道家。長崎県出身。高校時代まで長崎県にて柔道をしていた。大学時代の2009年、第三回空道世界大会準優勝。
その後、大学卒業後の2014年、第四回空道世界大会にて世界王者に輝いた。

## 来歴
- 2009年　空道第3回世界大会準優勝
- 2013年　北斗旗 全日本空道無差別選手権 準優勝
- 2014年  空道第4回世界大会優勝